# Kawice
Kawice is een plaats in het Poolse district  Legnicki, woiwodschap Neder-Silezië. De plaats maakt deel uit van de gemeente Prochowice en telt 500 inwoners.